# 聖金曜日

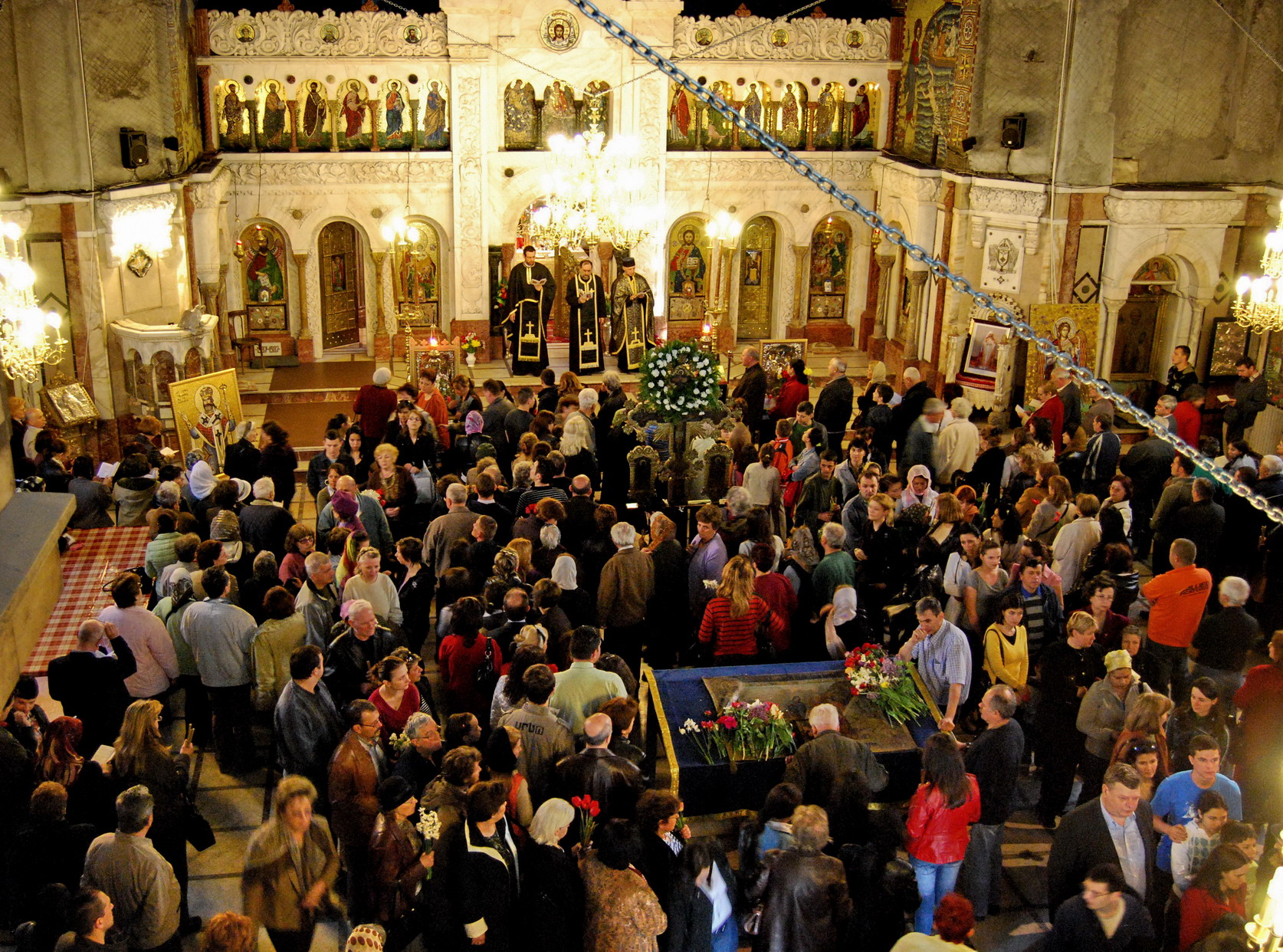
正教会での聖大金曜日、奉神礼の様子（ブカレスト、2009年）

聖金曜日（せいきんようび、英: Good Friday、西: Viernes Santo、仏: Vendredi Saint、独: Karfreitag）とは、キリスト教用語で、過越の聖なる3日間の復活祭（日曜）の前の金曜日のこと。「受難日」、「受苦日」、「聖大金曜日（正教会）」とも呼ばれる。死から生へと移るキリストの過越の神秘を祝う3日間のうち、受難と死を記念する日。
福音書の記述をもとにイエスの受難を思い起こす特別な典礼や祈りが行われることが多い。キリスト教では伝統的にイエスの受難と死は自ら選んで行った行為であり、3日目（日曜日）に復活したことで死を克服したとみなしてきた。福音書や種々の資料からイエスの死の日時を特定するのは簡単ではない。資料を読むことで、4月のある金曜日におこったということはわかる。資料の記述をもとに天文学的な分析を行うと、紀元33年4月3日になるという説を唱えるものもいる。
カトリック教会では聖金曜日には断食を行う習慣がある。断食といっても完全な絶食ではないが、大斎と小斎を行うのが一般的である。また聖金曜日は一年で唯一ミサが執り行われない日でもある（ただ、前日に保管しておいた聖体を拝領する儀式は行われる）。聖金曜日は復活祭にあわせて移動するが、最も早い場合で3月20日、遅い場合だと4月23日になる。
カトリック教会の聖金曜日の典礼の最大の特徴は司祭と複数の朗読者、さらには会衆全員の参加によるイエスの受難の朗読が行われることである。朗読は通常、『ヨハネによる福音書』からとられている。また、荘厳な共同祈願と顕示した十字架への崇敬も行われる。カトリック信徒の多いフィリピンでは、聖金曜日に屋外や通りで大掛かりな受難劇を行うのが伝統となっている。
多くのプロテスタントの教会でもこの日に特別な典礼を行っている。16世紀以降、ドイツのルーテル教会では一年のうちでもっとも重要な日にして、聖餐を受けるべき日とされ、バッハのマタイ受難曲などが教会で演奏されてきた。この日の讃美歌として「血しおしたたる」がよく歌われる。
ヨーロッパ、南北アメリカ、アフリカなどの多くの国々では聖金曜日が国家の祝祭日として休日になっている。アメリカ合衆国では、連邦の祝日にはなっていないが多くの州で州の祝日として定められているため、主な証券市場が休みとなる。